# Titularbistum Miletopolis
Miletopolis (ital.: Miletopoli) ist ein Titularbistum der römisch-katholischen Kirche.
Es geht zurück auf einen untergegangenen Bischofssitz in der gleichnamigen antiken Stadt, die in der römischen Provinz Asia bzw. Hellespontus auf der asiatischen Seite der Dardanellen lag. Der Bischofssitz war der Kirchenprovinz Cyzicus zugeordnet.
| Titularbischöfe von Miletopolis |                                   | |                    |                   |
| Nr.                             | Name                              | Amt | von                | bis               |
| 1                               | Francis Burke                     | Koadjutorerzbischof von Tuam (Irland)                                                                                              | 20. September 1713 | 31. Oktober 1713  |
| 2                               | Francesco Felice Alberti d’Enno   | Koadjutorbischof von Trient (Hochstift Trient)                                                                                     | 16. Juli 1756      | 7. September 1758 |
| 3                               | Francesco Magni OFM               | Apostolischer Vikar von Shanxi (Kaiserreich China)                                                                                 | 25. Januar 1763    | 11. Februar 1785  |
| 4                               | Georg Michael Wittmann            | Weihbischof in Regensburg (Hochstift Regensburg)                                                                                   | 14. März 1831      | 8. März 1833      |
| 5                               | Hl. Jerónimo Hermosilla OP        | Apostolischer Vikar von Ost-Tonking (Vietnam)                                                                                      | 2. August 1839     | 1. November 1861  |
| 6                               | Gaspar Fernández OP               | Apostolischer Koadjutorvikar von Ost-Tonking (Vietnam)                                                                             | 27. März 1863      | 19. Juli 1869     |
| 7                               | Louis-Joseph D'Herbomez OMI       | Apostolischer Vikar von British Columbia (British Columbia/Kanadische Konföderation)                                               | 22. Dezember 1863  | 3. Juni 1890      |
| 8                               | Rudesindo de la Lastra y Gordillo | Weihbischof in Córdoba (Tucumán) (Argentinien)                                                                                     | 1. Oktober 1892    | 8. Februar 1898   |
| 9                               | Hl. Józef Sebastian Pelczar       | Weihbischof in Przemyśl (Polen) | 16. Februar 1899   | 17. Dezember 1900 |
| 10                              | Alexis-Armand Charost             | Weihbischof in Cambrai (Frankreich)                                                                                                | 14. Februar 1913   | 21. November 1913 |
| 11                              | Manuel Bidwell                    | Weihbischof in Westminster (Vereinigtes Königreich Großbritannien und Irland/Vereinigtes Königreich Großbritannien und Nordirland) | 30. Oktober 1917   | 11. Juli 1930     |
| 12                              | Ambrose James Moriarty            | Koadjutorbischof von Shrewsbury (Vereinigtes Königreich Großbritannien und Nordirland)                                             | 18. Dezember 1931  | 17. Dezember 1934 |
| 13                              | Johann Baptist Höcht              | Weihbischof in Regensburg (Deutschland)                                                                                            | 14. März 1936      | 4. Dezember 1950  |
| 14                              | Juan Ricote Alonso                | Weihbischof in Madrid / Koadjutorbischof von Teruel-Albarracín (Königreich Spanien)                                                | 19. Februar 1951   | 8. Dezember 1968  |